# جامعة لينكولن (بنسلفانيا)
جامعة لينكولن (بالإنجليزية: Lincoln University) هي جامعة ذات صلة بالدولة (مستقلة ولكن ذات تمويل عام) وهي جامعة السود تاريخياً في أكسفورد، بنسلفانيا. تأسست كجامعة خاصة في عام 1854، وهي مؤسسة عامة منذ عام 1972 وكانت أول جامعة أمريكية في الولايات المتحدة تمنح درجة البكالوريوس. يقع حرمها الرئيسي على مساحة 422 فدانًا بالقرب من مدينة أكسفورد في مقاطعة تشيستر الجنوبية بولاية بنسلفانيا. الجامعة لها موقع ثان في جامعة المدينة، فيلادلفيا. تقدم جامعة لينكولن دورات دراسية للطلاب الجامعيين والخريجين لحوالي 2,000 طالباً. الجامعة عضو في مدرسة Thurgood Marshall College Fund.
في حين أن غالبية طلاب جامعة لينكولن هم من الأميركيين الأفارقة، فإن الجامعة لها تاريخ طويل في قبول الطلاب من الأعراق والقوميات الأخرى. حصلت النساء على شهادات منذ عام 1953 وشكلن 60 ٪ من الالتحاق بالجامعة في عام 2015.

## التاريخ
في 1854 القس أسس جون ميلر ديكي، الوزير المشيخي ، وزوجته سارة إملن كريسون، وهي كويكر ، معهد أشمون، الذي سمي فيما بعد بجامعة لينكولن، في هينسونفيل . أطلقوا عليها اسم يهودي أشمون، القائد الديني والمصلح الاجتماعي. أسسوا مدرسة لتعليم الأميركيين الأفارقة، الذين لديهم فرص قليلة للتعليم العالي.
كان جون ميلر ديكي أول رئيس للكلية. شجع بعض طلابه الأوائل: جيمس رالستون آموس (1826م-1864م)، وشقيقه توماس هنري آموس (1825م-1869م)، وأرميستيد هتشينسون ميلر (1829م/30-1865م)، لدعم إنشاء ليبيريا كمستعمرة للأمريكيين الأفارقة. (كان هذا مشروعًا لجمعية الاستعمار الأمريكية). أصبح كل من الرجال وزراء معينين.
في عام 1866م أي بعد عام من اغتيال الرئيس أبراهام لينكولن تغير اسم معهد أشمون إلى جامعة لينكولن. اجتذبت الكلية طلاب موهوبين للغاية من عدة ولايات، خاصة خلال العقود الطويلة من الفصل القانوني في الجنوب. كما يتبين من قائمة الخريجين البارزين، تابع الكثير منهم الإنجازات في المهن في الأوساط الأكاديمية والخدمة العامة والفنون والعديد من المجالات الأخرى.
في عام 1945م اختير الدكتور هوراس مان بوند -وهو خريج من لينكولن- أول رئيس أمريكي من أصل إفريقي للجامعة. خلال فترة ولايته التي استمرت 12 عامًا، واصل إجراء أبحاث العلوم الاجتماعية، وساعد في دعم قضية الحقوق المدنية المهمة لـ والتي عرفت بقضية براون ضد مجلس التعليم، والتي قررت في عام 1954 من قبل المحكمة العليا في الولايات المتحدة. أقام علاقة مهمة مع جامع ألبرت سي. بارنز، الذي كفل لجامعة لنكولن دورًا في إدارة مجموعته الفنية وهي مؤسسة بارنز.
من 1854 إلى 1954 ، كان خريجو جامعة لينكولن يمثلون 20 في المائة من الأطباء السود وأكثر من 10 في المائة من المحامين السود في الولايات المتحدة.
في عام 1972م ارتبطت جامعة لنكولن رسمياً بكومنولث بنسلفانيا كمؤسسة ذات صلة بالدولة.
في عام 2013م قامت الجامعة رسميًا بتحسين اسمها وعلامتها التجارية كجامعة لنكولن للتأكيد على تميزها كأول جامعة (إتش بي سي يو) في البلاد، وكذلك لتمييز نفسها عن الجامعات الأخرى التي تحمل الاسم نفسه في ميسوري وكاليفورنيا ونيوزيلندا، وكذلك لنكولن التذكارية في ولاية تينيسي.
في نوفمبر 2014م استقال رئيس الجامعة روبرت ر. جينينغز تحت ضغط من أعضاء هيئة التدريس والطلاب والخريجين بعد التعليقات المتعلقة بقضايا الاعتداء الجنسي. كان جينينغز أيضًا موضوع تصويتين بحجب الثقة من قبل أعضاء هيئة التدريس وجمعية الخريجين في أكتوبر 2014م.
في 11 مايو 2017م أعلن مجلس أمناء جامعة لينكولن عن تعيين الدكتورة بريندا ألين، عميد ونائب رئيس الجامعة للشؤون الأكاديمية في جامعة ولاية وينستون-سالم كرئيس جديد لنكولن.

## أكاديميات
وفقًا لتقرير يو إس نيوز أند وورلد، تحتل جامعة لينكولن المرتبة 20 من أصل 81 في الترتيب الأول لمجلة التعليم الجامعي في مجلة 2013م. صنفت كمدرسة من الدرجة الأولى في القائمة. تشترك جامعة لينكولن في المرتبة رقم 20 مع جامعة ألاباما إيه آند إم . في عام 2012م صنّف تقرير يو إس نيوز آند وورلد جامعة لنكولن كجامعة من المستوى الثاني.
قامت الجامعة من خلال برنامج لينكولن الدولي للدراسة في الخارج بمشاركة الطلاب في مشاريع تعلم الخدمة في بلدان الإكوادور والأرجنتين وإسبانيا وأيرلندا وكوستاريكا واليابان وفرنسا وكمبوديا وزامبيا وليبيريا وغانا وكينيا وروسيا وأستراليا وتايلاند وجمهورية التشيك، المكسيك، وجنوب إفريقيا
برنامج لينكولن بارنز للفنون البصرية هو تعاون بين جامعة لينكولن ومؤسسة بارنز. حيث أنشئ برنامج للفنون البصرية يؤدي للحصول على شهادة البكالوريوس في الفنون الجميلة، مؤخرًا أضيف التخصص الرئيسي لدراسات عموم إفريقيا إلى قائمة التخصصات الجامعية المتاحة في المؤسسة.
تقدم جامعة لينكولن 38 تخصصًا جامعيًا و 23 تخصصا ثانويا.

## الموظفين البارزين
- الدكتور لين إي روبرتس جونيور (1987 -)، عالم فيزياء
- فيليب س. فونر، مؤرخ ومعلم وناشط
- فريتز بولارد، مدرب كرة القدم (1918-1920) ، [11] أول مدرب لاتحاد كرة القدم الأميركي من أصل أفريقي [12]
- جون أوبري ديفيس، أستاذ العلوم السياسية (1949-1953)
- ايرف موندشاين، مضمار، كرة سلة، مدرب كرة قدم
- دوغ أوفرتون، مدرب كرة السلة للرجال [13] (2016 -)، حارس نقطة سابق في الدوري الاميركي للمحترفين

## الحواشي
1. 1 2 3 4  نظام بيانات التعليم ما بعد الثانوي المتكامل، QID:Q6042926
2. ↑   https://web.archive.org/web/20240120073011/https://secure.aacu.org/iMIS/AACUR/Membership/MemberListAACU.aspx. اطلع عليه بتاريخ 2024-01-20. {{استشهاد ويب}}: |url= بحاجة لعنوان (مساعدة) والوسيط |title= غير موجود أو فارغ (من ويكي بيانات) (مساعدة)
3. ↑  "The Ambush". eprewitt. مؤرشف من الأصل في 2019-04-08. اطلع عليه بتاريخ 2016-06-12.
4. ↑  Lincoln University History نسخة محفوظة 31 مايو 2019 على موقع واي باك مشين.
5. ↑  Lincoln University Facts نسخة محفوظة 31 مايو 2019 على موقع واي باك مشين.
6. ↑  Nancy C. Curtis (1996). Black Heritage Sites: An African American Odyssey and Finder's Guide - Lincoln University. American Library Association. ISBN:9780838906439. مؤرشف من الأصل في 2020-01-26.
7. ↑  SOLOMON LEACH (25 نوفمبر 2014). "Lincoln University president resigns amid furor over sex-assault remarks". Daily News. مؤرشف من الأصل في 2014-12-08.
8. ↑  Susan Snyder (26 أكتوبر 2014). "A no-confidence vote for Lincoln University's president". The Philadelphia Inquirer. مؤرشف من الأصل في 2016-07-09.
9. ↑  John N. Mitchell (17 مايو 2017). "Brenda Allen Named New President of Lincoln Univ[ersity],". Philadelphia Tribune. مؤرشف من الأصل في 2018-09-17.
10. ↑  "College Rankings". يو إس نيوز آند وورد ريبورت. مؤرشف من الأصل في 2008-03-06. اطلع عليه بتاريخ 2008-01-22.
11. ↑  "United Way’s Stewart Challenges Lincoln Graduates To Protect Brand, Maintain Commitment & Give Back", Lincoln University, June 30, 2014. نسخة محفوظة 14 مارس 2020 على موقع واي باك مشين.
12. ↑  "Pollard was first black head coach in NFL history", ESPN, August 4, 2005. نسخة محفوظة 1 ديسمبر 2017 على موقع واي باك مشين.
13. ↑  "Doug Overton is the new Head Men's Basketball Coach", Lincoln University, May 12, 2016. نسخة محفوظة 1 ديسمبر 2017 على موقع واي باك مشين.

## وصلات خارجية
- موقع لينكولن لألعاب القوى